# Hummuli
Hummuli är en ort i Estland. Den ligger i Hummuli kommun och landskapet Valgamaa, i den södra delen av landet, 190 km söder om huvudstaden Tallinn. Hummuli ligger 61 meter över havet och antalet invånare är 404.
Terrängen runt Hummuli är platt. Runt Hummuli är det glesbefolkat, med 9 invånare per kvadratkilometer. Närmaste större samhälle är Valka, 14,0 km söder om Hummuli. I omgivningarna runt Hummuli växer i huvudsak blandskog.